# Strada Statale 7 bis di Terra di Lavoro
De SS7bis of Strada Statale 7 bis di Terra di Lavoro is een Italiaanse Strada Statale en gaat van Villaggio Coppola naar Nola. De SS7bis heeft een totale lengte van 87 km en bestaat uit 3 delen: de SS7bis Dir (Villaggio Coppola - Casaluce), de SS7bis Var (Casaluce - Nola), en de SS7bis (Nola - Avellino)
Door het slechte wegdek op het autoweg gedeelte is de weg in verschillende trajectdelen verdeeld met maximumsnelheden van 60 en 80 km/h.

## Geschiedenis
De SS7bis werd in 1935 aangelegd met een route die Capua met Avellino verbond en door Napels en de regio Nola liep. Tot dan toe maakte deze route deel uit van de SS7, maar deze keer werd deze omgeleid naar een nieuwe route die door Caserta en Benevento liep. Tot 1928 maakte het traject Nola-Avellino echter integraal deel uit van de nationale weg van Puglia, die ten tijde van het koninkrijk Napels al bekendstond als de koninklijke weg van Puglia.
In de loop der jaren heeft de route van de SS7bis verschillende wijzigingen ondergaan. In de jaren zeventig werd het huidige gedeelte van de Via Nazionale delle Puglie tussen de gemeenten Castello di Cisterna (Corso Vittorio Emanuele), Brusciano (Via Camillo Cucca), Mariglianella (Via Guglielmo Marconi) en Marigliano (Corso Umberto I) aangelegd om het verkeer te verminderen. Het traject is ongeveer 7 km lang en loopt parallel aan de steeds drukkere steden. Het is nog steeds bruikbaar, ook al zijn er veel commerciële activiteiten en woningen. Op sommige plaatsen (via Pimentel Fonseca a Brusciano en via XI Settembre a Marigliano) is het in beheer gekomen van de gemeenten. Hetzelfde lot is beschoren met het gedeelte van Capua naar Teverola: het werd vrijgegeven en door ANAS overgedragen aan de regio Campanië, die het beheer op zijn beurt overdroeg aan de provincie Caserta. Dezelfde praktijk werd toegepast op de resterende trajecten die geleidelijk verdwenen door de toenemende verstedelijking die het achterland van Napels, Caserta en Avellino trof en die nu onder het beheer van de doorkruiste gemeenten of provincies vallen.
In de jaren na de aardbeving werd een groot deel van de oude route herzien en werd een lange, snelstromende variant aangelegd, verdeeld in twee percelen: Villa Literno-Casaluce (SS7bis Dir) en Casaluce-Nola (SS7bis Var). De volledige hereniging van de twee trajecten leidde tot de Nola-Villa Literno Asse di Supporto, een 45 km lange, snelstromende hoofdweg buiten de stad. Deze weg verbindt niet alleen de gemeenten, maar maakt ook de verbinding met de verschillende industriegebieden die aan de as grenzen, beter begaanbaar.